# Pionierpflanze

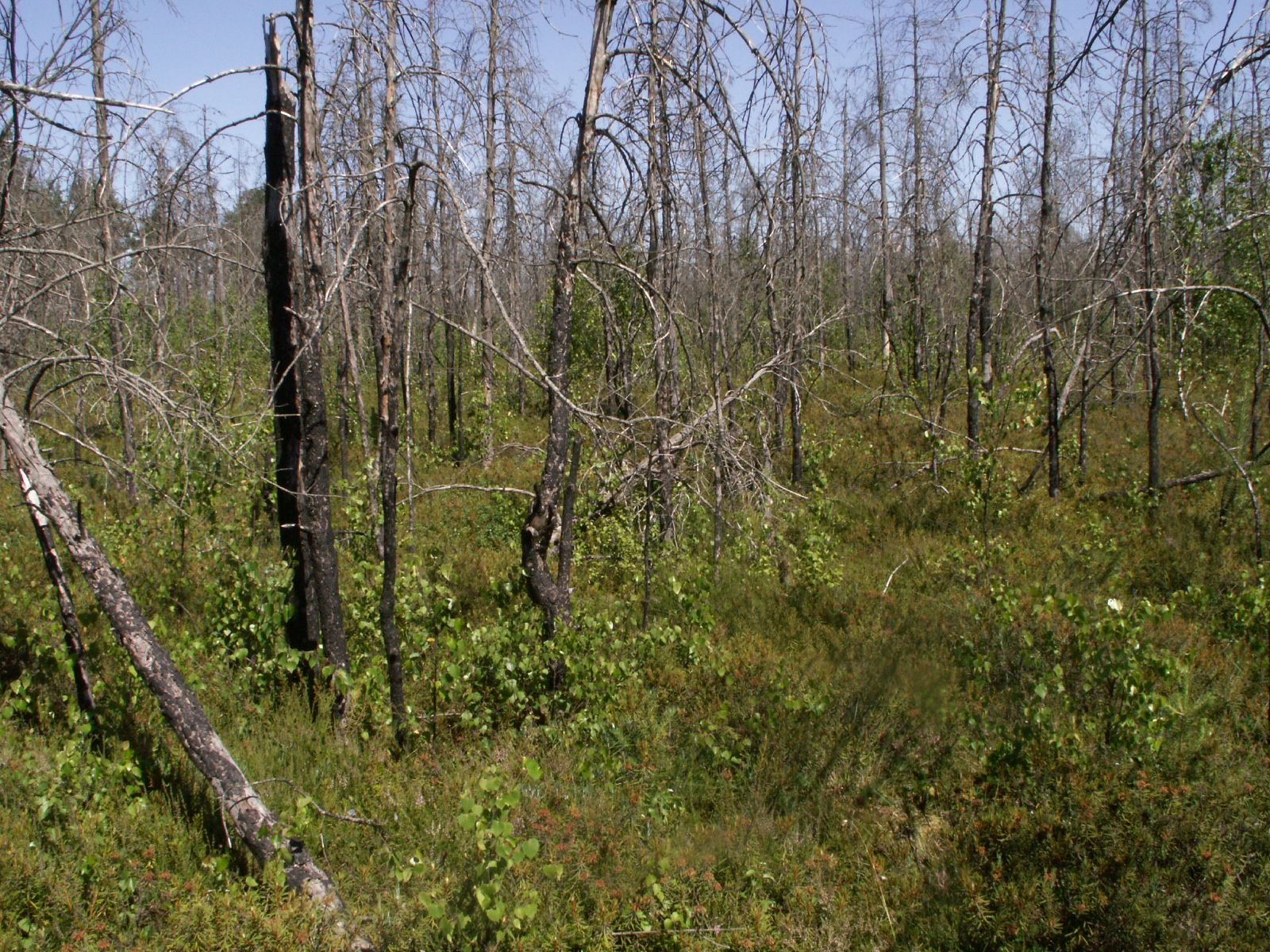
Moorbirke als Pionier nach einem Brand in einem Kiefernbruchwald

Als Pionierpflanze oder Pionierart wird eine Pflanzenart bezeichnet, die besondere Anpassungsfähigkeiten zur Besiedlung neuer, noch vegetationsfreier Gebiete besitzt, da sie mit einer unterdurchschnittlichen Bodenfruchtbarkeit auskommt. Pionierarten sind somit Arten, die in neu geschaffenen Lebensräumen häufiger auftreten als in alten („reifen“) Lebensräumen. Zur erfolgreichen Kolonisation werden Arten durch ihre besonderen Anpassungen in Physiologie und ihren jeweiligen Lebenszyklus befähigt.

## Arten

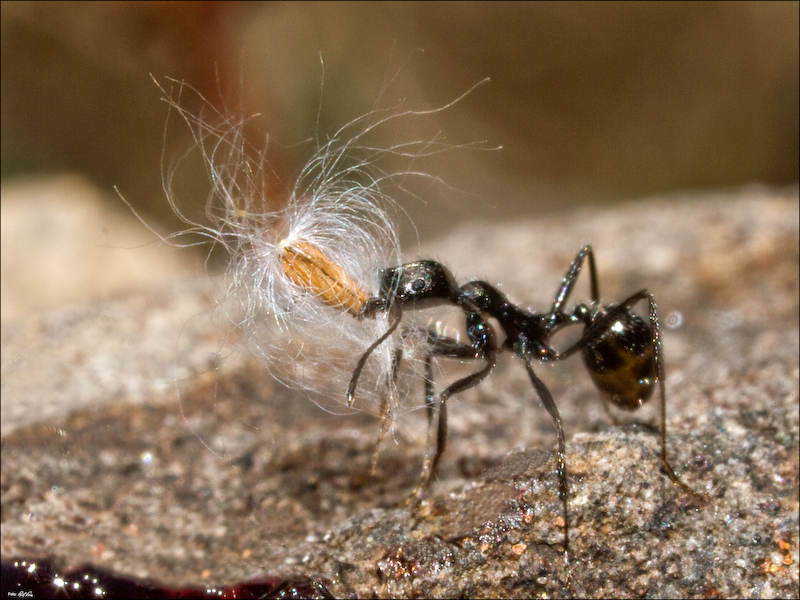
Die Verbreitung von Samen durch Ameisen wird als Myrmekochorie bezeichnet

- Pionierpflanzen sind in der Regel Arten mit effektiven Fernverbreitungsmechanismen. Da Pionierhabitate unvorhersagbar und isoliert neu entstehen, sind Arten mit hoher Samenanzahl bei der Erstbesiedelung im Vorteil. Samen, die über Transportmechanismen verfügen, werden durch Anemochorie, durch den Wind verbreitet. Alternativ ist auch Zoochorie möglich, die Verbreitung durch Tiere, v. a. durch Vögel, Insekten, oder Kleinsäuger, die Samen als Vorräte vergraben („Versteckausbreitung“).
- Pionierarten ertragen meist extremere Umweltbedingungen als andere Arten. Etablierte Vegetationsbestände dämpfen Maxima z. B. der Temperatur und des Bodenwassers. Die wenig entwickelten Böden eines Pionierhabitats weisen häufig Nährstoffmangel oder -ungleichgewichte auf.

Typische Pionierarten sind konkurrenzschwach und werden im Verlauf der biologischen Sukzession durch andere Arten verdrängt. Dies ist dadurch zu erklären, dass Vorteile in einem Bereich, wie besonders hohe oder schnelle Samenproduktion, bei limitierten Ressourcen durch Nachteile in anderen Bereichen, z. B. bei der Wuchshöhe, „erkauft“ werden müssen (eng.: trade-offs). Das (lokale) Aussterben kompensieren sie dadurch, dass sie neu geschaffene Lebensräume rascher als andere Arten kolonisieren. Sie sind für ihr Überleben also auf ständig neu angebotene Pionier-Habitate angewiesen. Durch den Verlust von Extremstandorten (durch die Deposition von Nährstoffen (v. a. Stickstoff) und Kultivierung durch den Menschen) sind manche Pionierarten seltener Standorte vom Aussterben bedroht oder ausgestorben.

## Ursachen
Typische Pionierhabitate können bei Vulkanausbrüchen (Lavaflächen, Vulkanasche), großen Bränden (vergl. Karrikine), Erdrutschen (Schutt und Geröll), Veränderung der Küstenlinie, Überschwemmungen, nach dem Rückzug eines Gletschers, Massenbewegungen oder anderen Sedimentationen natürlicherweise entstehen. Im kleinen Maßstab ergeben sie sich ständig durch Einfluss von Tieren (Fraß, Wühltätigkeit). Solche kleinen Lücken können für die Etablierung zahlreicher Arten sehr bedeutsam sein. Heute entstehen ausgedehnte Pionierhabitate durch menschliche Einwirkungen: nach künstlichen Bodenbewegungen, in Gruben und Tagebauen und auf brach gefallenen Nutzflächen.

## Pflanzen
Pioniervegetation umfasst Pflanzengesellschaften, in denen Pionierarten dominieren.
Typische Gesellschaften sind z. B.
- Zwergbinsen-Fluren trockenfallender Teichböden (Nanocyperion).[2] Weitere typische Arten sind: Kröten-Binse,[3] und Braunes Zypergras[4]
- Uferfluren der Flussufer und stehender Gewässer (Bidention, Chenopodion rubri). Typische Arten: Dreiteiliger Zweizahn, Roter Gänsefuß, Gift-Hahnenfuß
- kurzlebige Ruderalfluren (Schuttfluren, vom lat. rudus ‚Schutt‘) (Sisymbrietalia). Diese umfassen eine Vielzahl z. T. artenreicher Gesellschaften. Einige typische Arten sind: Kompass-Lattich, Weg-Rauke, Taube Trespe, Kanadisches Berufkraut, Natternkopf, Nachtkerze

Waldgesellschaften, die aus windverbreiteten, schnellwüchsigen Pionierbaumarten bestehen, werden als Vorwald bezeichnet. In Nord- und Mitteldeutschland sind das meist Birken oder Weiden. Typische Baumarten sind Salweide, Espe und Sandbirke.
Zu den Pionierpflanzen auf einer von Brutvögeln besuchten Düneninsel gehören besonders solche, deren Samen durch Ornithochorie verbreitet werden. Als eine derartige wurde die Brombeerart Rubus boreofrisicus Drenckhahn & H. E.Weber im Jahr 2020 erstbeschrieben. Sie kommt häufig im Waldgürtel und in der angrenzenden Dünenheide der nordfriesischen Insel Amrum vor und ist auch 50 km südlich von Amrum in St. Peter-Ording im Westen der Halbinsel Eiderstedt vertreten.
Ein Spezialfall der Pioniervegetation in der jüngeren Geschichte war die Ruderalvegetation auf den durch Luftangriffe und Bodenkämpfe des Zweiten Weltkriegs entstandenen städtischen Schutt- und Trümmerflächen. Der für ungewohnte bzw. im urbanen Bereich zuvor unbekannte Pflanzen gebildete Begriff Trümmerblumen wurde insbesondere auf das Schmalblättrige Weidenröschen übertragen.

## Paläobotanik
Eine Pionierpflanzenvegetation auf Vulkanasche aus dem Erdzeitalter des Karbon wurde in Böhmen bei einem weiteren Vulkanausbruch verschüttet und so konserviert. Zu den identifizierten Pflanzen gehören vier Farne (Kidstonia heracleensis, Dendraena pinnatilobata, Desmopteris alethopteroides und Sphenopteris cirrhifolia), sowie der Schachtelhalm Calamites sp. und die Bärlapppflanze Spencerites leismanii.

## Einzelbelege
1. ↑  Myrmekochorie Myrmekochorie, abgerufen am 9. September 2024
2. ↑  Anselm Krumbiegel: Aktuelle Nachweise von Nanocyperion-Arten an der Elbe zwischen Dessau Kornhaus und Saalemündung. In: Mitteilungen zur Floristischen Kartierung Sachsen-Anhalt, Band 13, 2008, S. 109–114 (PDF).
3. ↑  Jürke Grau, Bruno P. Kremer, Bodo M. Möseler, Gerhard Rambold, Dagmar Triebel: Gräser. Süßgräser, Sauergräser, Binsengewächse und grasähnliche Familien Europas (= Steinbachs Naturführer). Neue, bearb. Sonderausgabe Auflage. Mosaik, München 1996, ISBN 3-576-10702-9.
4. ↑   Erich Oberdorfer: Pflanzensoziologische Exkursionsflora für Deutschland und angrenzende Gebiete. Unter Mitarbeit von Angelika Schwabe und Theo Müller. 8., stark überarbeitete und ergänzte Auflage. Eugen Ulmer, Stuttgart (Hohenheim) 2001, ISBN 3-8001-3131-5, S. 157.
5. ↑  Fritz Fiedler: Die Bedeutung der Birke als Vorwaldbaumart. In: Tagungsberichte Nr. 3 der Deutschen Akademie der Landwirtschaftswissenschaften zu Berlin, 1962.
6. ↑  Detlev Drenckhahn, Heinrich E. Weber: Die Nordfriesische Brombeere, Rubus boreofrisicus Drenckhahn & HE Weber, eine endemische Rubus-Art der Westküste von Schleswig-Holstein, Deutschland. In: Forum Geobotanicum, Band 9, 2020, S. 66–69, doi:10.3264/FG.2020.0116 (PDF).
7. ↑  Norbert Kühn: Intentions for the unintentional: Spontaneous vegetation as the basis for innovative planting design in urban areas. In: Journal of Landscape Architecture, Band 1, Nr. 2, 2006, S. 46–53, doi:10.1080/18626033.2006.9723372.
8. ↑  Milan Libertín, Stanislav Opluštil, Josef Pšenička, Jiří Bek, Ivana Sýkorová, Jiřina Daškovád: Middle Pennsylvanian pioneer plant assemblage buried in situ by volcanic ash-fall, central Bohemia, Czech Republic. In: Review of Palaeobotany and Palynology, Band 155, Nr. 3–4, 2009, S. 204–233, doi:10.1016/j.revpalbo.2007.12.012.